# 35 Brygada Zmechanizowana (Bundeswehra)
34 Brygada Zmechanizowana (35 Brygada Grenadierów Pancernych) (niem. Panzergrenadierbrigade 35) – zmechanizowany związek taktyczny Bundeswehry.
W okresie zimnej wojny Brygada wchodziła w skład 12 Dywizji Pancernej i przewidziana była do działań w pasie Centralnej Grupy Armii.

## Struktura organizacyjna
| Organizacja PzGrenBrig 35 w 1989 | Organizacja PzGrenBrig 35 w 1989    | Organizacja PzGrenBrig 35 w 1989 |
| Godło                            | Pododdział                          | Miejsce stacjonowania            |
| -------------------------------- | ----------------------------------- | -------------------------------- |
|                                  | dowództwo brygady                   | Hammelburg                       |
|                                  | 351 batalion grenadierów pancernych | Hammelburg                       |
|                                  | 352 batalion grenadierów pancernych | Mellrichstadt                    |
|                                  | 353 batalion grenadierów pancernych | Hammelburg                       |
|                                  | 354 batalion pancerny               | Hammelburg                       |
|                                  | 355 batalion artylerii              | Wildflecken-Oberwildflecken      |